# Françoise Castex
Pour les articles homonymes, voir Castex.
Françoise Castex, née le 7 février 1956 à Agadir (Maroc), est une femme politique française. Elle est députée européenne de 2004 à 2014.

## Biographie
Françoise Castex est titulaire d'une maîtrise de lettres, d'un DEA en sciences de l'éducation (université Toulouse-Le Mirail) et diplômée des hautes études des pratiques sociales (université Paris 3).[réf. souhaitée]
Cette Gersoise est entrée en politique par l'engagement syndical ; elle fut secrétaire générale adjointe du syndicat de l'éducation populaire à la FEN de 1990 à 1998, quand elle était fonctionnaire à la direction départementale de la jeunesse et des sports du Gers. Elle a également été présidente du comité départemental de la Ligue des droits de l'homme du Gers de 1992 à 1998 et membre de son comité central de 1995 à 1998.[réf. souhaitée]
Elle a adhéré au Parti socialiste en 1991, d'abord au courant de Gauche socialiste puis à Nouveau Monde. De 1998 à 2000, elle a été conseillère auprès de Philippe Martin, président du conseil général du Gers, puis membre du cabinet de Jean-Luc Mélenchon, ministre délégué à l'enseignement professionnel.[réf. souhaitée]
Elle a mené le combat public pour le non au référendum du 29 mai 2005 sur le projet de Constitution européenne avec Henri Emmanuelli, puis l'a suivi au Nouveau Parti socialiste. Lors de la désignation du candidat du Parti socialiste à l'élection présidentielle de 2007, elle soutient Laurent Fabius.[réf. souhaitée]
Elle est élue députée européenne de la région Sud-Ouest sur la liste du Parti socialiste aux élections européennes de 2004. Elle siège à la commission de l'emploi et des affaires sociales et à la commission du commerce international. Elle est aussi membre de la Délégation auprès du Conseil législatif palestinien.[réf. souhaitée]
Seconde de liste dans la même circonscription en juin 2009, elle commence son nouveau mandat à la Commission des affaires juridiques et à la Commission de l'emploi et des affaires sociales. Depuis le 1er mars 2012, elle est Vice-présidente de la Commission des affaires juridiques.
Elle est à l'origine de la création d'un Intergroupe Services publics au sein du Parlement européen, dont elle est désignée Présidente en janvier 2010.
À l'automne 2013, elle est écartée, comme deux autres eurodéputés sortants, des listes européennes du Parti socialiste. Devant la levée de boucliers des 18 fédérations socialistes de sa circonscription, le parti annule le vote des adhérents qui devait ratifier les listes proposées. Françoise Castex dénonce alors la manière dont les partis politiques français établissent leurs listes, privilégiant les arrangements internes au travail des sortants, contribuant ainsi au mépris de l'Europe du mandat de député européen et des citoyens appelés aux urnes. Elle souligne que l'influence de la France au Parlement européen s'en trouve considérablement diminuée.
En février 2014, elle quitte le Parti socialiste pour Nouvelle Donne. Dénonçant en particulier le virage libéral de François Hollande et le soutien du PS au traité de libre-échange transatlantique. En 2019 elle soutient la liste de Ian Brossat (PCF) pour les élections européennes.

## Engagements et action politique au sein du Parlement européen
Au cours de ses deux mandats de députée européenne, Françoise Castex a porté son attention sur les questions de service public, de propriété intellectuelle, de copie privée et de protection des données personnelles des citoyens européens, à ce titre elle s'est prononcée contre le tracking, c'est-à-dire la reconstitution intégrale de la visite d'un internaute. Par ailleurs elle a marqué son opposition à l'accord de libre échange transatlantique entre l'Union européenne et les États-Unis et à l'accord commercial anti-contrefaçon.

### Opposition au rapport Gallo
Françoise Castex a été le rapporteur du groupe S&D au Parlement européen sur le rapport Gallo relatif à l'application des droits de propriété intellectuelle dans le marché intérieur, texte finalement adopté par le Parlement le 22 septembre 2010. Elle s'est illustrée dans son opposition à ce rapport dans une tribune de Libération cosignée avec Catherine Trautmann, publiée le 25 mai 2010 et intitulée Il faut repenser la propriété intellectuelle. Elle y demande une étude d’impact objective et indépendante, de la part de la Commission européenne avant l'adoption d'un futur texte juridique. Elle s'indigne d'un texte défendant des archaïsmes, déplore que ce texte soit : « une occasion ratée de lancer un vrai débat à l'échelle européenne », se déclare en faveur d'une « régulation positive du partage de fichiers assortie d’un soutien aux nouveaux modèles économiques de financement et de distribution pour les créateurs » et considère que « cette mutation du droit doit se fonder sur le respect de tous les acteurs des filières artistiques de manière à assurer une rémunération appropriée à tous les titulaires de droits, un choix réel aux consommateurs et une diversité culturelle dignes du XXIe siècle ». Selon la députée européenne : « ce rapport n'est rien d'autre que la continuité de la politique du gouvernement français qui se préoccupe davantage des intérêts des majors du disque et du monde show-business que des libertés fondamentales des citoyens ».

### Rapport Castex sur la copie privée
En octobre 2013, Françoise Castex présente son rapport sur l'avenir de la copie privée dans l'UE, dans lequel elle soutient le dispositif de copie privée et prend le contre-pied du rapport Vittorino qui plaidait pour passer à un système de licences.

### Lutte contre l'accord commercial anti-contrefaçon
Françoise Castex est l'une des premières opposantes à l'accord commercial anti-contrefaçon (ACAC) (en anglais, Anti-Counterfeiting Trade Agreement dit ACTA). Dès le 29 janvier 2010, elle demande la publication du texte et appelle à la création d'un Commissaire de la transparence, en raison de l'opacité des négociations autour de l'ACTA.
Avec l'eurodéputé grec Stávros Lambrinídis, Françoise Castex a été à l'origine de la déclaration écrite 12/2010 anti-ACTA déposée le 24 février 2010 qui a recueilli la majorité des signatures des députés européens.
Lors de son adoption, Françoise Castex déclare que : « cela montre la sensibilité des parlementaires européens sur les questions et enjeux liés à l’ACTA. Ils n’ont pas du tout apprécié d’être tenus à l’écart aussi longtemps des négociations. Par cette déclaration, le Parlement européen s’introduit dans le débat à la marge duquel on voulait le tenir. Cette déclaration écrite n’anticipe pas ce que pourrait être le vote du Parlement une fois l’accord signé, mais envoie un signal important à la Commission ».
À la suite des manifestations anti-ACTA qui rassemblent près de 100 000 personnes à travers l'Europe en février 2012, Françoise Castex interpelle le Commissaire au Commerce Karel De Gucht lors de son audition au Parlement européen en lui reprochant de ne pas prendre en compte « la génération internet ». Par la suite, elle convainc le groupe S&D de ne pas saisir la cour de Justice sur ACTA, qui selon elle présente désormais « une dimension politique à laquelle les juges ne peuvent aujourd’hui répondre ».[source insuffisante]
Le 4 juillet 2012, le Parlement européen rejette le traité en séance plénière par 478 voix contre, 39 voix pour et 165 abstentions,.[source insuffisante]

### Protection des données personnelles
Durant le printemps 2011, Françoise Castex est rapporteur pour la Commission des affaires juridiques sur le rapport sur une approche globale de la protection des données à caractère personnel dans l'Union européenne. La députée européenne a saisi plusieurs fois la Commission européenne sur la légalité de Facebook au regard de la directive 95/46/CE de 1995 relative à la protection des données. L'eurodéputée a également demandé à Bruxelles de se prononcer sur la légalité des sociétés privées spécialisés dans la sécurité mises en exergue par l'affaire IKEA,, à la lumière de la même législation.

### Lutte contre l'IP-tracking
Début 2013, Françoise Castex relaie les plaintes de nombreux citoyens contre la pratique de l'IP-tracking. Elle saisit dans un premier temps la Commission européenne d'une question écrite prioritaire, puis la CNIL, afin de vérifier l'existence de cette pratique et, le cas échéant, d'y mettre un terme. Dans sa réponse, la CNIL confirme que l'IP-tracking « suscite de nombreuses interrogations », tant du point de vue de la protection des données personnelles que de pratiques commerciales déloyales et préjudiciables aux consommateurs, et ouvre alors une enquête.[source insuffisante]
Françoise Castex accueille froidement les résultats de l'enquête de la CNIL et de la DGCCRF, estimant qu'ils ne lèvent pas le doute sur les tarifs obscurs pratiqués par les grands opérateurs de transport sur la toile.[réf. souhaitée]

### Opposition au Traité transatlantique
Françoise Castex dénonce les négociations transatlantiques visant à conclure un accord de libre-échange entre l'Union européenne et les États-Unis, résurgence selon elle de l'Accord commercial anti-contrefaçon (ACTA). Contestant les gains de croissance potentiels affichés par la Commission pour engager ces négociations, Françoise Castex souligne que celles-ci viseront principalement la réduction des barrières non tarifaires et donc le rapprochement des législations. Elle exprime ses craintes que cet accord ne se fasse sur la base du moins-disant et met en particulier l'accent sur l'intérêt qu'ont les géants américains de l'Internet à mettre la main sur les données personnelles des Européens.

### Défense de l'IGP Foie Gras
Durant son second mandat, Françoise Castex s'est mobilisée pour la défense du foie gras comme produit de qualité labellisé IGP. Les 16 et 17 octobre 2012, elle a organisé au Parlement européen, avec Euro Foie Gras et l'IGP Foie gras du Sud-Ouest, l'événement Foie gras : a unique taste for European quality avec plus de 250 participants, parmi lesquels le ministre français chargé de l'agroalimentaire Guillaume Garot, le chef étoilé André Daguin ou encore Michael Tenenbaum, défenseur américain de la filière foie gras contre l’État de Californie.

### Flottille pour Gaza
Françoise Castex, qui aurait dû se trouver à bord d’un des six bateaux de la ,flottille pour Gaza de mai 2010 déclare : « Israël a agi de manière totalement irresponsable en lançant cette attaque. L’armée israélienne est intervenue dans les eaux internationales, en violation du droit international. C’est extrêmement grave et je me joins à ceux qui réclament l’ouverture d’une enquête pour savoir ce qui s’est réellement passé ».

## Liste des mandats
- conseillère municipale de Lavardens (Gers) de 1995 à 2001
- élue députée européenne en juin 2004
- élue députée européenne en juin 2009